# 约翰·海明威 (英国皇家空军军官)
约翰·阿尔曼·海明威DFC AE（1919年7月17日—2025年3月17日），昵称帕迪·海明威（Paddy Hemingway），爱尔兰战斗机飞行员，第二次世界大战期间服役于英国皇家空军，参与敦刻尔克战役、不列颠战役、入侵意大利和诺曼底登陆等重大战役。战争期间四次被击落生还，是最后一位离世的不列颠空战老兵。

## 早年生活
海明威出生于都柏林一个爱尔兰教会家庭，曾就读都柏林圣派屈克大教堂合唱学校和都柏林圣安德鲁学院。

## 空军生涯
1938年3月7日获短期服役委任，1939年1月于英格兰东约克郡布劳开始飞行训练。1940年随英国皇家空军第85中队在法国执行任务，5月10日首度击落He 111轰炸机。敦刻尔克战役期间在英吉利海峡执行空中支援任务。
1940年6月重返第85中队，参与不列颠战役。8月18日在泰晤士河口被击落跳伞，8月26日再度于东丘奇被击落，成为该中队首位在英国本土被击落的飞行员。9月3日晋升飞行中尉，9月22日因恶劣天气在丘奇芬顿迫降。
1941年随部队换装哈维克II型夜间战斗机，5月13日因仪表故障在恶劣天气中跳伞，右手两指骨折，坠落时被树木缓冲幸免于难。此次事故后获通报嘉奖并授予优异飞行勋章。
战后历任英国皇家空军第43中队指挥官（1945年，驾驶喷火战斗机）、皇家空军莱肯菲尔德基地司令、北约驻法参谋等职，1969年以空军上校军衔退役。

## 个人生活
与妻子布里奇特育有三名子女，1998年丧偶后曾旅居加拿大，2011年返回爱尔兰。2020年威廉·克拉克去世后，成为最后一位在世的不列颠战役飞行员。
2024年7月，海明威在英国驻都柏林大使馆揭幕艺术家丹·卢埃林·霍尔创作的《最后的少数》系列肖像，庆祝105岁生日。同年6月，海明威与1945年在意大利费拉拉附近营救他的少女之女重逢，这场跨越80年的会面源自海明威家族寻找恩人的公开呼吁。
2025年3月17日，海明威以105岁高龄辞世。英国皇家空军称此为"一个时代的终结"，英国首相凯尔·斯塔默和威尔士亲王均致悼词。

## 相关人物
- 莱因哈德·哈德根：最后一位离世的德国U艇指挥官，同享105岁高龄

## 延伸阅读
- Shute, Joe. . The Telegraph. 2020-07-10  [2020-10-01]. ISSN 0307-1235 （英国英语）.
- . 爱尔兰独立报.   [2020-10-01] （英语）.